# Vladislav Ardzinba

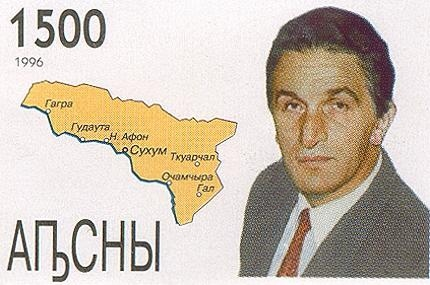

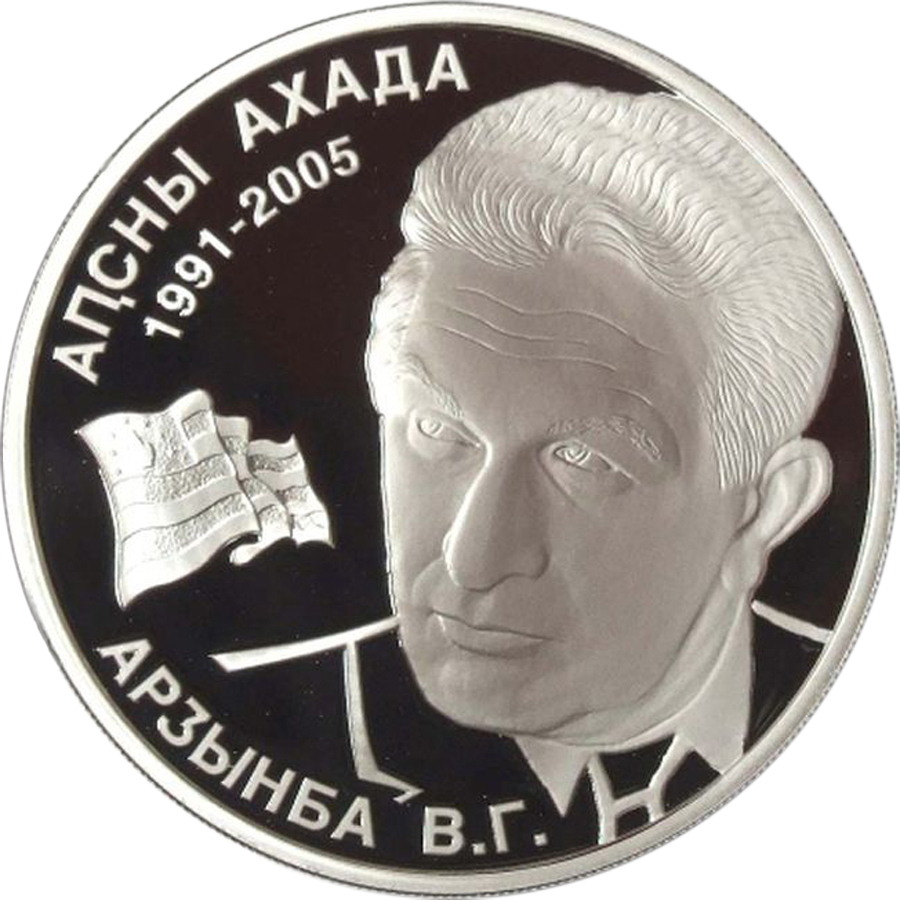
Vladislav Ardzinba en una moneda de Abjasia.

Vladislav Ardzinba (en abjasio: Владислав Григори-иҧа Арӡынба) (Eshera, 14 de mayo de 1945 – Moscú, 4 de marzo de 2010) fue un político abjasio, primer presidente de la no reconocida, pero independiente de facto, República de Abjasia, República autónoma separatista de Georgia de 1994 a 2005.

## Primeros años y carrera
Vladislav Ardzinba nació el pueblo de Eshera, en la RASS de Abjasia, RSS de Georgia, Unión Soviética. Se graduó en el Departamento de Historia del Instituto Pedagógico de Sujum, continuó sus estudios en la Universidad Estatal de Tiflis, donde alcanzó el doctorado. Trabajó 18 años en Moscú como especialista en civilizaciones del antiguo Oriente Medio bajo Yevgeni Primakov, que era el jefe del Instituto de Estudios Orientales de Moscú, y luego fue Ministro de Exteriores y Presidente del Gobierno de Rusia. Ardzinba volvió a Sujum y fue el director del Instituto del Idioma, Literatura e Historia de Abjasia desde 1987 hasta 1989, cuando fue elegido diputado para el Soviet Supremo de la URSS por Gudauta. Desde ese momento estuvo involucrado estrechamente con los temas nacionales, incluidos los abjasios, y rápidamente destacó como uno de los más activos y prominentes secesionistas abjasios. Mientras fue diputado del Soviet Supremo de la URSS, Arczinba, un comunista conservador, forjó estrechos lazos con la línea dura de Moscú, particularmente con el jefe del parlamento Anatoly Lukyanov, y otros miembros de los grupos del ala derecha en Moscú, que fueron los responsables del intento de golpe de Estado en Moscú en agosto de 1991.

## Su papel en la guerra de Abjasia
El 4 de diciembre de 1990, Ardzinba fue elegido Presidente del Soviet Supremo de Abjasia. Ardzinba, carismático pero irascible figura popular entre los abjasios, los georgianos estaban convencidos de que había ayudado a instigar los Disturbios de Sujumi en 1989. Ardzinba consiguió consolidar su poder relativamente rápido, y se retractó de sus promesas de incrementar la representación georgiana en las estructuras autónomas georgianas que había prometido durante la elección. Desde ese momento, Ardzinba intentó gobernar Abjasia desde un bando, pero evitando en el tiempo, entrar en abierto conflicto con la autoridad central de Tiflis. A mediados de 1991, negoció y aceptó la concesión georgiana de reforma de la ley electoral que le garantizaba una amplia representación en el Soviet Supremo. Sin embargo, Ardzinba creó la Guardia Nacional de Abjasia de forma monoétnica, e inició la práctica de reemplazar a los georgianos étnicos en las posiciones de liderazgo por abjasios. Como la tensión georgiano-abjasia se incrementaba, la retórica montada de Ardzinda, como proclamó a finales de julio de 1992, "Abjasia era lo bastante fuerte para luchar con Georgia".
En agosto de 1992, una fuerza militar georgiana expulsó a Ardzinba y a sus hombres de Sujum. Se refugiaron en Gudauta, sede de una base militar rusa de la era soviética. Ardzinba se benefició de sus contactos con los círculos rusos de la línea dura y de líderes militares para conseguir apoyo vital para la guerra contra el gobierno georgiano.

"Si ellos (los georgianos) no quieren ser parte de nuestro país, simplemente los echaremos. Es su elección de irse voluntariamente o por la fuerza.

## Presidencia
Después de haber finalizado las hostilidades en 1994 y el grueso de la población georgiana se vio forzada a abandonar Abjasia, el parlamento de facto de Abjasia eligió a Ardzinba como presidente, movimiento que fue condenado por Georgia y las Naciones Unidas como ilegal. Él había ganado las primeras elecciones directas el 3 de octubre de 1999, sin oponente alguno y fue reelegido como presidente de Abjasia. Instauró un régimen autocrático y permaneció políticamente intocable hasta que su salud se deterioró seriamente en 2003. Él afirmó que la independencia de Georgia no era negociable, y trató de alinear el estado con Rusia, cuyo apoyo político y económico era esencial para la república de facto. Como el líder abjasio se había reunido con dos presidentes sucesivos de Rusia, Vladímir Putin y Borís Yeltsin y Eduard Shevardnadze de Georgia.
Bajo su gobierno el respeto a los derechos humanos fue bastante pobre. Gran parte de la población georgiana de Abjasia de antes de la guerra fue privada del derecho a retorno, y aquellos que permanecieron, estuvieron sujetos a una sistemática limpieza étnica. Ardzinba levantó críticas de parte de la comunidad internacional después de prohibir a los Testigos de Jehová en 1995.
Durante los últimos años de su presicencia, Ardzinba tuvo que hacer frente a las críticas por fracasar en conseguir la estabilidad para Abjasia, y por el incremento de la pobreza. No apareció en público desde 2002, tomando cada vez mayor papel protagonista el presidente del gobierno Raul Jadyimba.
Su salud era muy pobre, y tuvo que recibir tratamiento en Moscú durante algún tiempo. A pesar de las llamadas de la oposición (en especial del movimiento Amtsajara) para que dimitiese, afirmó que finalizaría su mandato, que estaba previsto para octubre de 2004, pero de hecho no lo finalizó hasta el 12 de febrero de 2005, debido a las disputas sobre la elección de su sucesor. Hubo también peticiones para ser censurado, pero a pesar de que la constitución de Abjasia lo permitía, no se hubo pasos serios en ese sentido. No fue capaz de presentarse para un tercer mandato debido a las limitaciones constitucionales, aunque su salud tampoco lo hubiese permitido.
Fue reemplazado por el ganador de las elecciones presidenciales de 12 de enero de 2005, Sergei Bagapsh. Una elección previa había tenido lugar a finales de 2004 después del asesinado del líder de la oposición, Garri Aiba, pero el resultado levantó una considerable controversia.